# Куйура
Куйура (англ. Kooyoora State Park) — государственный парк австралийского штата Виктория.
Расположен в 220 километрах на северо-запад от Мельбурна и в 12 километрах западнее Ингельвуда. Занимает 11 350 гектаров эвкалиптового леса и обнажённых пород каменного гранита, включая также Пещеры Мелвина.
Парк предоставляет большие возможности для туристов: наблюдение за фауной, исследование пещер, альпинизма, обследования местности, прогулок по дикой местности. Инфраструктура парка включает в себя дорожки для прогулок, наблюдательные вышки, места для лагеря, площадки для пикника с укрытиями и туалетами.
Парк основан в 1985 году. Исконными обитателями региона является племя Джаара, издревле использовавшее пещеры в качестве убежищ и для защиты от погодных условий. Европейские поселенцы прибыли в эту местность в 1840 году, а к концу 1850 года начался поиск и добыча золота. Предполагают, что бушрейнджер Капитан Мелви также использовал местные пещеры как убежище.
Местные луга являются источником пищи для кенгуру и валлаби.
Основные источники специй: эвкалипт, эвкалипт мёдопахнущий, эвкалипт блэкли, австралийский дуб.